# Saturn L-Series
Saturn L-Series – samochód osobowy klasy średniej produkowany pod amerykańską marką Saturn w latach 1999 – 2004.

## Historia i opis modelu

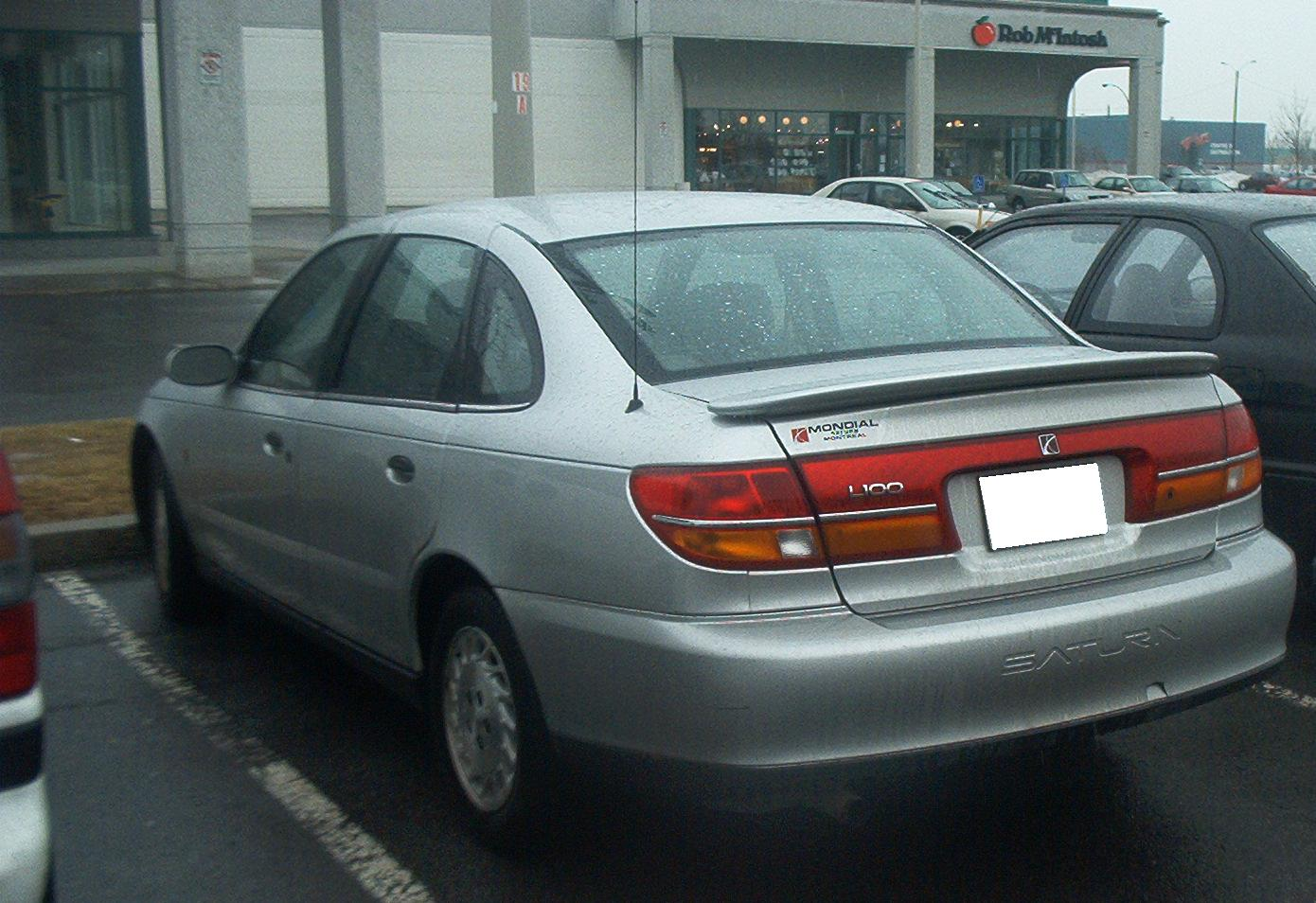
Saturn LS - tył

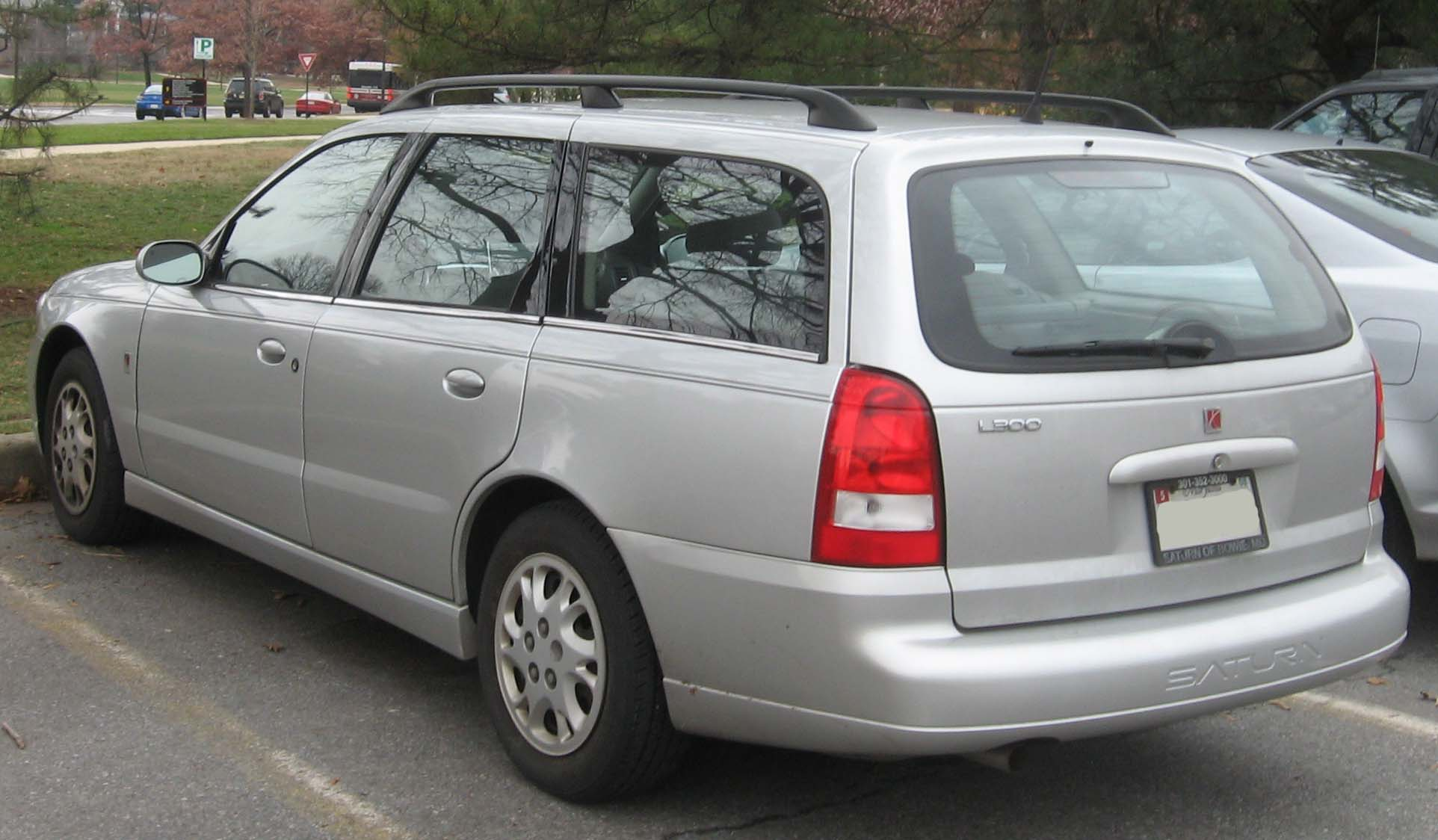
Saturn LW

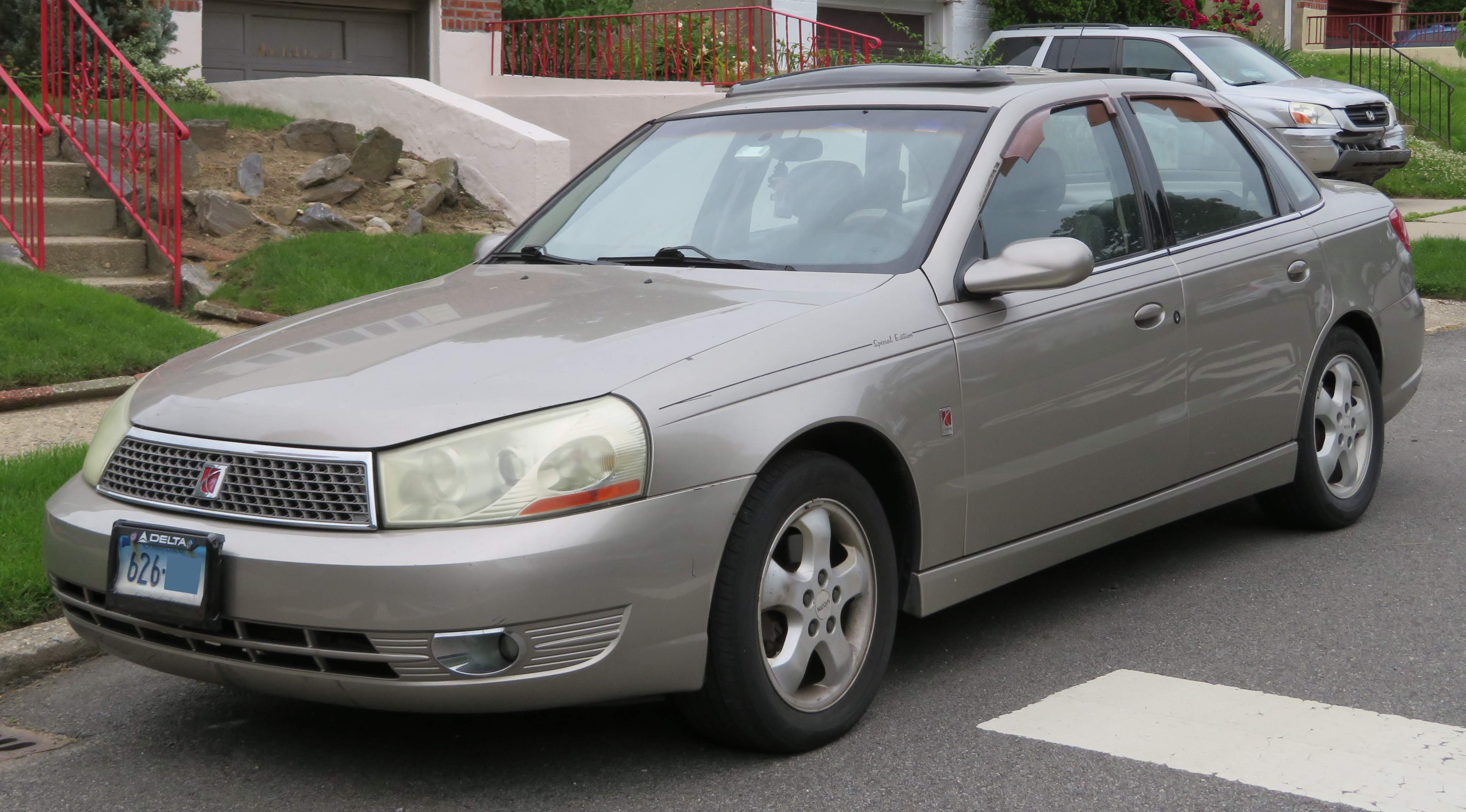
Saturn LS po liftingu

Średnie sedany i kombi L-Series na rynek wprowadzono na przełomie 1999 i 2000 roku. Bazowały na Oplu Vectrze B i były produkowane w fabryce GM w Wilmington. Wyposażano je w silniki R4 i V6, a oferowano 5-biegowe manualne i 4-biegowe automatyczne skrzynie biegów.
GM zakończył produkcję serii L w 2004 roku. Powstało około 406 300 tych pojazdów. Potem przebudowano fabrykę, aby mogła produkować bliźniacze roadstery Opel GT, Pontiac Solstice i Saturn Sky. Następcą L-Series został przedstawiony w sierpniu 2006 roku model Saturn Aura zbudowany na platformie Epsilon, z której korzystał też Opel Vectra C.

### Spór o nazewnictwo
Początkowo oferowano samochody serii L jako LS (sedan) i LW (kombi). To wywołało sprzeciw Toyoty i Forda, ponieważ oba te koncerny oferowały już modele nazwane "LS" - Lexusa LS i Lincolna LS. Na rok 2001 sedana oznaczało już samo "L".

### Kalendarium
- 1999: seria L składa się z pięciu modeli: LS1, LS2, LS3, LW2, oraz LW3.
- 2001: Saturn zmienił nazwy aut na: L100, L200, L300, LW200 i LW300.
- 2002: samochody przeszły face-lifting, w wersji kombi zaprzestano używania litery "W" - nazwy były identyczne jak w sedanach: L200 i L300. Zakończono produkcję sedana L100.
- 2003: z rynku zniknęła wersja L200. Samochody serii L nazwano oficjalnie "Saturn L300".
- 2004: jedyną dostępną opcją w L300 był elektryczny szyberdach, pozostałe wycofano z oferty, aby ograniczyć skomplikowanie produkcji. Ostatni L300 wyjechał z linii fabryki w Wilmington 17 czerwca 2004.

### Silniki
- L4 2.2l L61 EcoTec
- V6 3.0l L81